# Cindy Parlow
Cindy Parlow, född den 8 maj 1978 i Memphis, Tennessee, är en amerikansk fotbollsspelare. Vid fotbollsturneringen under OS 2004 i Aten deltog han i det amerikanska lag som tog guld. 